# Thư Trì (xã)
Thư Trì là một xã thuộc tỉnh Hưng Yên, Việt Nam.

## Địa lý
Xã Thư Trì nằm ở phía nam của tỉnh Hưng Yên, có vị trí địa lý:
- Phía đông giáp phường Thái Bình.
- Phía tây giáp xã Vạn Xuân.
- Phía nam giáp xã Vũ Thư.
- Phía bắc giáp xã Tiên Hưng và Nam Tiên Hưng.

## Lịch sử
Ngày 16 tháng 6 năm 2025, Ủy ban Thường vụ Quốc hội ban hành Nghị quyết số 1666/NQ-UBTVQH15 về việc sắp xếp các đơn vị hành chính cấp xã của tỉnh Hưng Yên năm 2025. Theo đó, sắp xếp toàn bộ diện tích tự nhiên, quy mô dân số của các xã Song Lãng, Hiệp Hòa và Minh Lãng thành xã mới có tên gọi là xã Thư Trì.